# Дрівеген (Борселе)
Дрівеген (нід. Driewegen) — село в нідерландській провінції Зеландія. Входить до муніципалітету Борселе.
Його площа — 6,18 км², а населення станом на 2021 рік становило 560 осіб.
Перша згадка про населений пункт датується 1505 роком.
До 1970 року мало статус окремого муніципалітету.

## Галерея

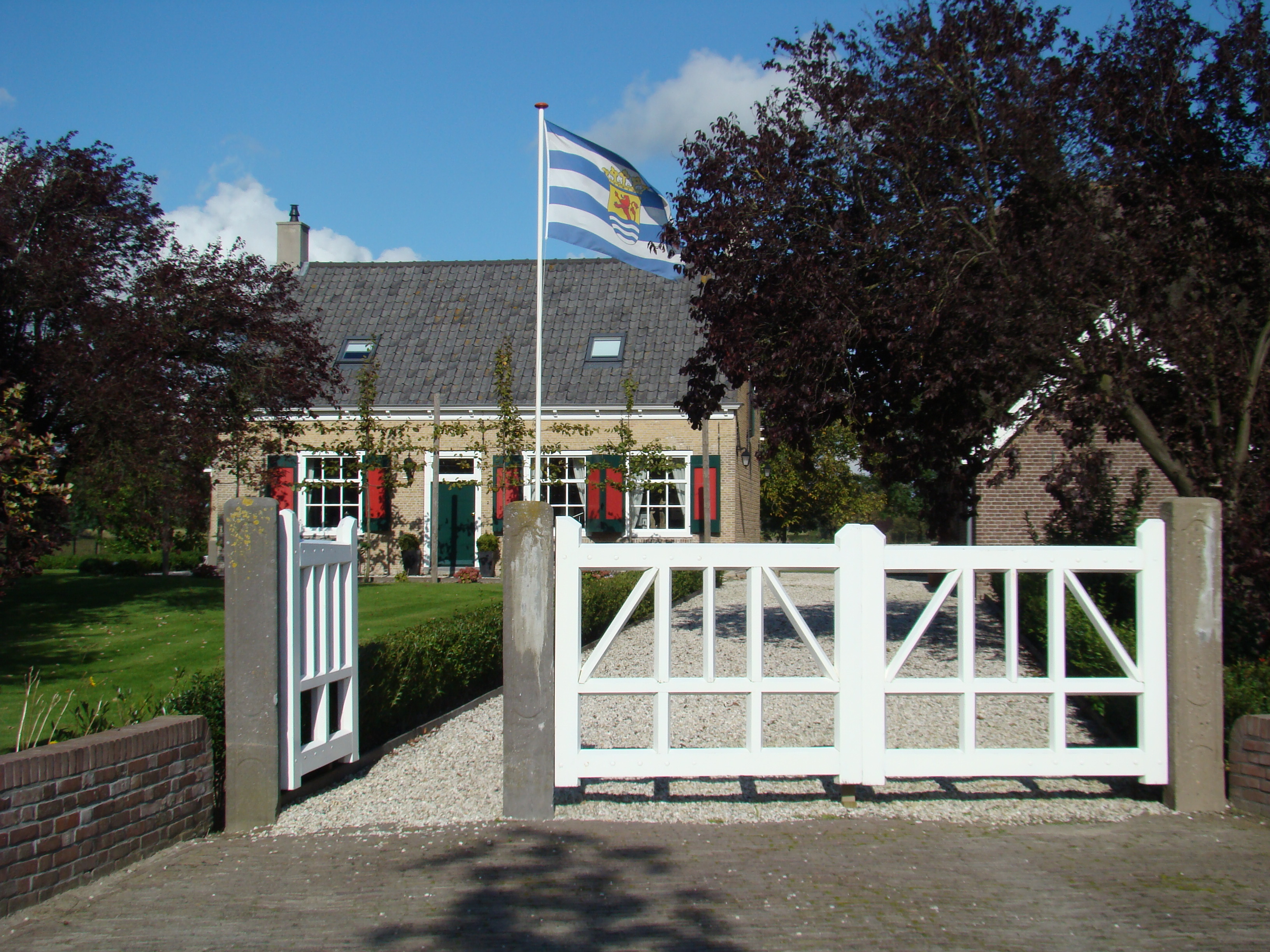
Ферма Geertruidshoeve
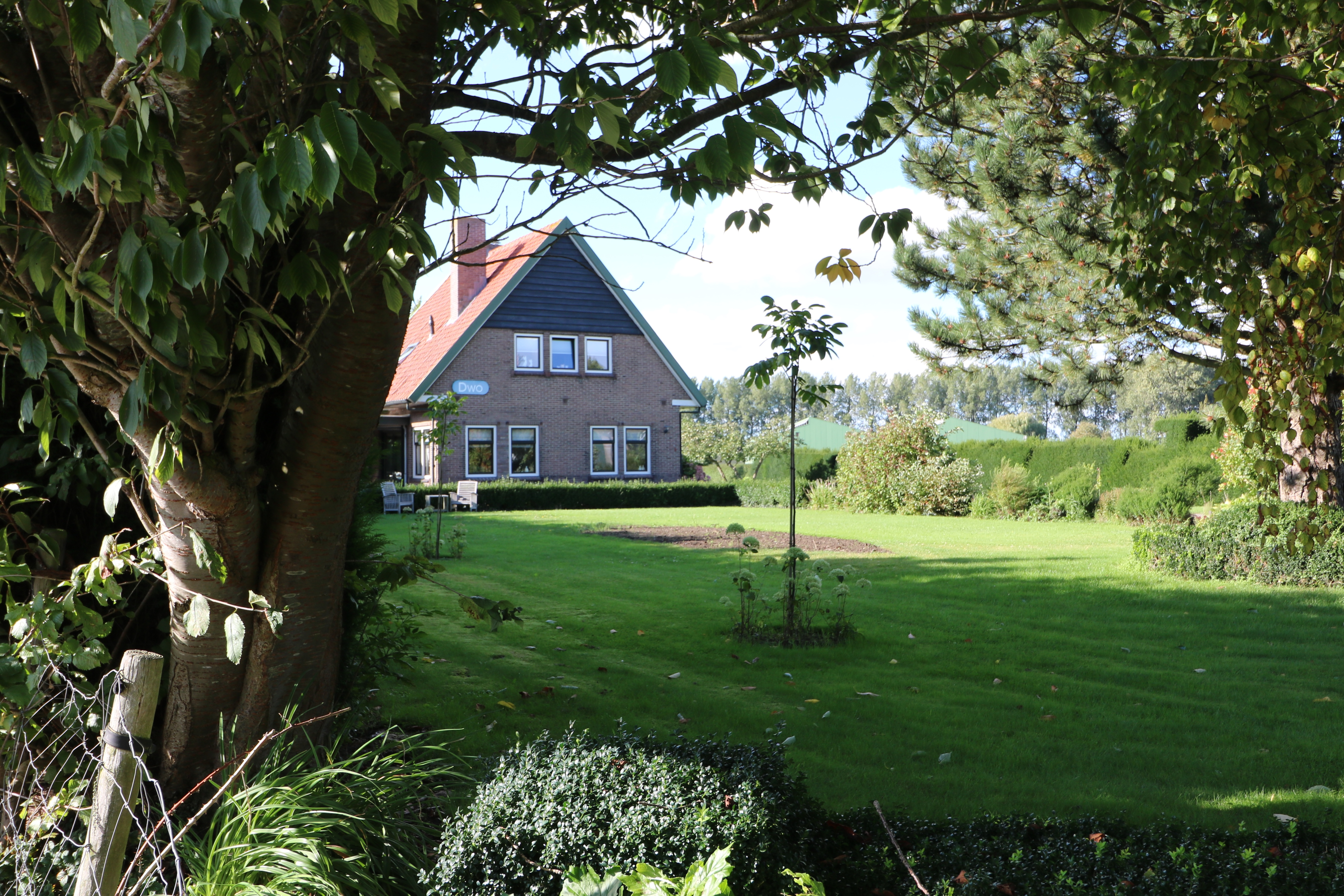
Будівля колишньої залізничної станції
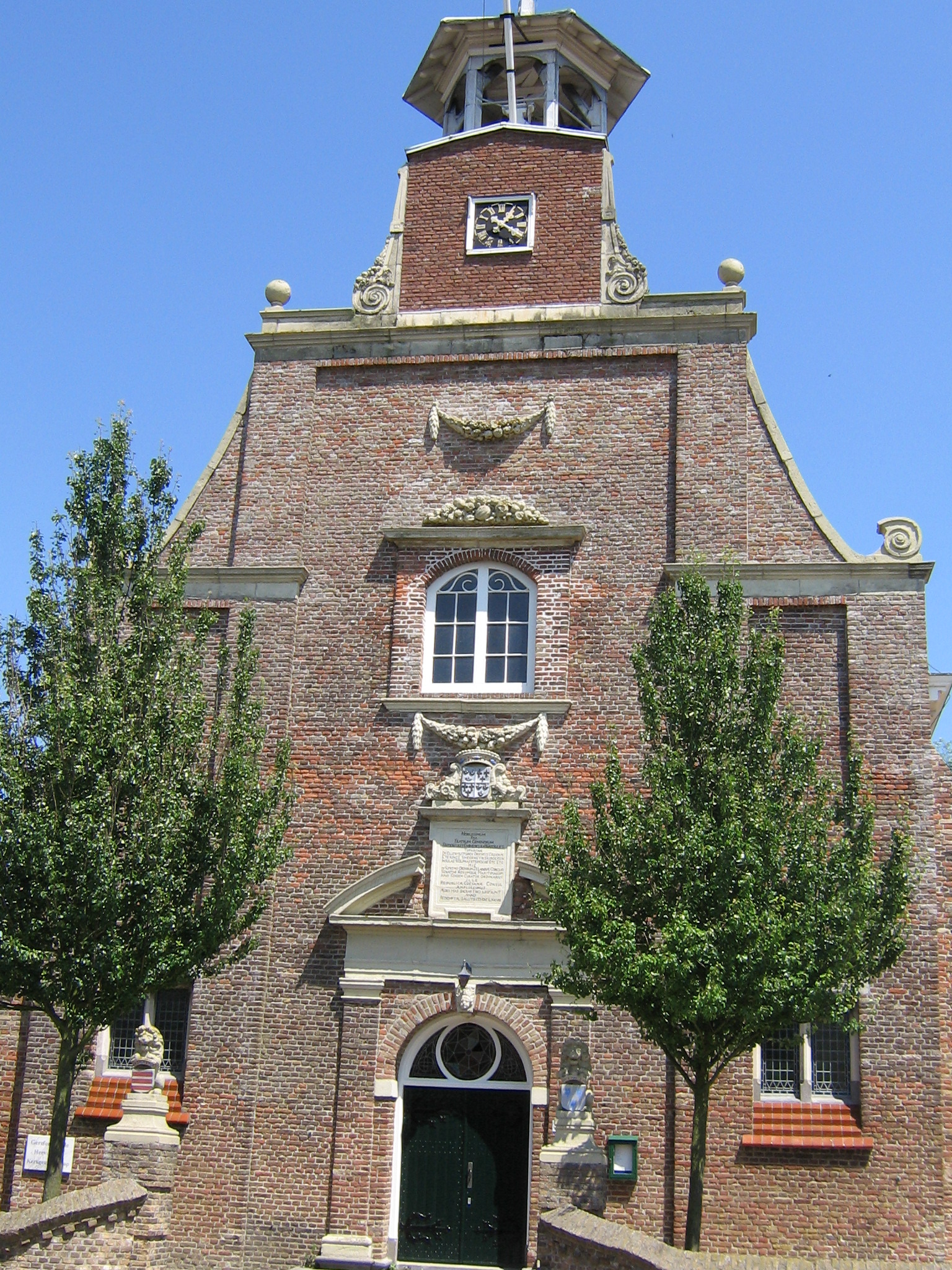
Нідерландська реформістська церква